# Forte de D. Pedro II de Caçapava
O Forte de D. Pedro II de Caçapava localiza-se ao norte da atual cidade de Caçapava do Sul, no interior do estado brasileiro do Rio Grande do Sul. É um edifício tombado pelo Instituto do Patrimônio Histórico e Artístico Nacional.

## História

### Antecedentes: a Guerra dos Farrapos
Principal acesso geográfico ao pampa gaúcho e argentino, em meados do século XIX a vila de Caçapava abrigou um arsenal e uma guarnição do Exército imperial. Em episódio pouco conhecido da historiografia oficial, no contexto da Revolução Farroupilha (1835-1845), em Abril de 1837 a vila foi conquistada por forças dos farrapos sob o comando do Coronel Antônio de Souza Neto que, na ocasião, recebeu a adesão dos novecentos homens da guarnição ali estacionada, apoderando-se de quinze peças de artilharia, quatro mil armas de infantaria e farta munição de boca e de guerra. Esses recursos possibilitaram a subsequente conquista farroupilha de Rio Pardo, a 30 do mesmo mês, levando a que o comandante militar da Província, Marechal Barreto, respondesse a Conselho de Guerra. Com a evolução do conflito, a capital dos revolucionários foi transferida de Piratini para Caçapava (9 de Janeiro de 1839), que pelo seu difícil acesso, possuía melhores condições de defesa. Ainda assim, foi atacada de surpresa e retomada por forças imperiais, a 30 de Maio de 1840.

### O Forte de D. Pedro II
Poucos anos mais tarde, na iminência da Guerra contra Oribe e Rosas (1850-1852), as fronteiras da Província do Rio Grande Sul sofriam frequentes violações por parte dos partidários do presidente uruguaio Manuel Oribe, em guerra civil (a chamada "Guerra Grande", 1843-1852). Este caudilho era apoiado pelo argentino Juan Manuel de Rosas (1793-1877), que, na ótica da diplomacia brasileira, alimentava um projeto político de reconstrução do antigo Vice-Reinado do Rio da Prata, integrado pelos territórios das atuais Argentina, Uruguai e Paraguai.
Segundo as palavras do Presidente da Província do Rio Grande, Marechal Francisco José de Sousa Soares de Andréa (1781-1858):
"(...) vencido o Paraguay [pela Argentina], nenhuma dificuldade terá Rosas em nos cair em cima com trinta ou quarenta mil homens, e então serão bem empregadas essas guarnições e bem empregada a despesa que se tiver feito em levantar fortificações [no Rio Grande do Sul]." (Ofício nº 112 do Presidente Soares de Andréa ao Ministro da Guerra. Livro de Registro nº 60. AHRGS. p. 63-69)
Nessa expectativa de uma invasão por parte do argentino Rosas, Soares de Andréa preconizou, em 1848, defesas fixas e guarnições militares nos principais pontos de acesso à Província, entre as quais:
- Bateria da Barra [do Arroio Chuí? Forte Conde D'Eu?], na fronteira, no litoral;
- Trincheira de Rio Grande, no litoral;
- Forte de Dom Pedro II, em Caçapava, no interior;
- Fortificações de Uruguaiana, na fronteira, no interior;
- Forte Duque de Saxe, em Jaguarão, na fronteira, no interior.

Em Caçapava, por volta de 1848, já existia uma fortificação ligeira, em "um cabeço próximo à vila, dentro do alcance do canhão e a cavaleiro dela [a norte], que bate francamente todo o interior de uma trincheira de terra, a que se deu o nome de Forte de Dom Pedro II." (Ofício nº 112 do Presidente Soares de Andréa ao Ministro da Guerra. Livro de Registro nº 60. AHRGS. p. 63-69)
Pretendendo transformar esse local estratégico em uma Praça-forte de 3ª Classe, compreendendo Armazéns, Depósitos, Quartéis e Hospital, Soares de Andréa chegou a elaborar-lhe um projeto que jamais saiu do "borrão", conforme comunicação do próprio ao Ministério da Guerra à época, não se conhecendo atualmente esse risco original, como também não se conhece o desenho da antiga trincheira.
O seu sucessor, José Antônio Pimenta Bueno, assumiu a presidência da Província em Abril de 1850, com severas críticas ao projeto da fortificação em Caçapava, que considerava superdimensionado. Incumbiu, desse modo, o Engenheiro militar, Capitão José Maria Pereira de Campos, de projetar, levantar planta e fazer orçamento para uma nova fortificação, com orientação para reduzir tudo ao necessário (Julho de 1850). Este oficial apresentou um projeto orçado em 80:789$162 réis, com planta em formato poligonal hexagonal, baluartes pentagonais nos vértices, em pedra bruta, muralhas de 7,75 metros acima dos alicerces, e um perímetro externo de 611,70 metros. Os trabalhos de preparação e risco do terreno foram iniciados ainda em Setembro do mesmo ano, mediante acordo com o proprietário do terreno (Joaquim Lourenço de Brito), sem que houvesse a posse formal do mesmo. A compra do terreno só foi autorizada a 14 de Dezembro de 1850, e formalizada a 7 de Janeiro de 1851, ao custo de 1:155$000 réis (GARRIDO, 1940:151).
Em 1855, as obras do forte na vila de Caçapava prosseguiam, sob a supervisão do agora Major José Maria Pereira de Campos, sob a direção do 1º Tenente Antônio Augusto d'Arruda. A informação da época reporta:
"Esta fortificação consta de um cidadela destinada não só para grande depósito de um exército que tenha que operar no interior da Província, como para recolher e abrigar a povoação da vila e pousar em retirada aonde possam refazer-se fortes no caso de serem perseguidos pelos agressores. Sua construção é de alvenaria de pedra regular, sólida, circundada de um fosso seco e sua linha magistral é um perfeito hexágono de quinhentos e dez palmos de raio, incluindo o fosso, fechado por uma muralha de trinta de altura sobre cinco de alicerces, vinte de grossura, compreendidas as banquetas, terminando em cinco palmos de barrete.
Esta interessante obra, talvez única de seu gênero que existe no Império, contudo não defende completamente a vila, o que só se obterá depois, circunvalando-a em distância e sistema que se julgarem convenientes, podendo-se para esse fim, empregar fossos e obras passageiras destinadas [a esse fim] e recorrendo-se aos demais auxílios de que tanto abunda a arte da guerra.
Tendo despendido nesta obra, desde 18(...) [1850] em que foi começada, mais de 111 contos [de réis] e achando-se a mais de [um] terço o seu trabalho, parece que não mudando as circunstâncias, deverá construir-se em oito ou dez anos com dispêndio de 160 a 180 contos, no que concordo com o parecer do Diretor, exarado na Memória e desenho que junto, e que perfeita idéia dão dos fins e sistemas e estado da dita obra, tornando-se aqui ocioso repeti-los." ("Memória Descritiva dos Próprios da Repartição de Guerra, pelo Coronel do Corpo de Engenheiros, Patrício Antônio de Sepúlveda Everard, por ordem do Barão de Muritiba, presidente da Província, em 20 de Novembro de 1855).
As obras deste forte foram paralisadas em Dezembro de 1856, ficando por concluir o último baluarte e o último pano de muralha, ambos a norte, na cota mais alta do terreno.
O viajante Robert Avè-Lallement, assim o descreveu:
"Foi começada uma cidadela octogonal muito bonita e quase completamente construída, de modo que podiam ser dominadas todas as entradas, se quizessem acabar de construir a fortaleza e artilhá-la. Mas não foi concluída." (Viagem ao Sul do Brasil no ano de 1858. Rio de Janeiro: INL, 1953.)
SOUZA (1885) informa que foi iniciada, em 1865, uma série de obras de construção passageira em Caçapava, com tão grande progresso que, quando da inspeção do Brigadeiro Ricardo Jardim em 1867, uma grande quantia já havia sido despendida, necessitando-se ainda de um grande montante para a sua conclusão. Desaprovadas, aquele inspetor recomendou que fosse continuado e concluído o forte hexagonal, defesa permanente, que deveria servir de reduto, feitas algumas correções na parte construída (op. cit., p. 129).
O Relatório de Inspeção do Major Aldefonso de Morais Castro, em 1900, registra-lhe as medidas: 102 metros pelos lados extremos, 34,50 metros as faces de cada bastião, 11,50 metros os flancos, e 26,75 metros as cortinas. Estavam concluídos apenas os parapeitos em alvenaria de pedra, cal e areia (GARRIDO, 1940:151).

### O século XX
Em 1904, estando o terreno e o forte sem aplicação, o Ministério da Fazenda solicitou-os ao Ministério da Guerra, o que foi deferido (Abril de 1904). Desse modo, durante anos, foram ocupados pela Intendência Municipal, que aí fazia recolher os animais de sua propriedade.
No contexto da Primeira Guerra Mundial (1914-1918), um Relatório de 6 de Novembro de 1915, calculou-lhe 7.000 metros cúbicos de alvenaria, a área do polígono externo em 27.000 metros quadrados, e a do interno em 18.000 metros quadrados (GARRIDO, 1940:151). Ao final do conflito, a partir de 1919, o Tiro de Guerra nº 256 de Caçapava utilizou as dependências do forte como linha de tiro para os seus exercícios.
Por volta de 1930, estando em inatividade o Tiro de Guerra, o intendente de Caçapava reocupou o campo, utilizando-lhe parte como depósito de resíduos e arrendando o restante. Em 1935 a situação foi regularizada, arrendando-se a totalidade do terreno. O tombamento pelo Patrimônio Histórico e Artístico Nacional chegou em 1938.
Na década de 1950, o espaço do forte abrigava anualmente o pavilhão da "Exposição Agro-Pecuária" da associação rural da comunidade. Em 1968, o 4º Distrito do IPHAN elaborou projeto de aproveitamento das instalações do forte para um Museu de Armas, de autoria do arquiteto Murilo de Azevedo Max, que não foi implementado.
O chamado Forte de Caçapava é a única fortificação remanescente no estado do Rio Grande do Sul, embora as suas muralhas, de dimensões monumentais, jamais tenham sido terminadas e nem guarnecidas. O forte pode ser visitado à Rua Ulhoas Cintra s/nº, no Centro de Caçapava do Sul, encontrando-se em bom estado de conservação.